# 埃爾羅德 (北卡羅萊納州)
埃爾羅德（英語：Elrod）是位於美國北卡羅萊納州羅伯遜縣的普查規定居民點。

## 人口
根據2020年美國人口普查的數據，埃爾羅德的面積為13.83平方千米，皆為陸地。當地共有人口391人，而人口密度為每平方千米28.27人。